# 229214 Magdasaina
229214 Magdasaina è un asteroide della fascia principale esterna. Scoperto nel 2004, presenta un'orbita caratterizzata da un semiasse maggiore pari a 2,841758 UA e da un'eccentricità di 0,035239, inclinata di 0,985389° rispetto all'eclittica.
Fa parte della famiglia di asteroidi.